# Altmühltal
Das Altmühltal beginnt mit der Altmühlquelle an der Frankenhöhe nordwestlich von Leutershausen und endet in Kelheim an der Donau nahe Regensburg. Die oberen drei Viertel des Tals liegen im bayerischen Regierungsbezirk Mittelfranken. Ein Stück fließt die Altmühl durch den Landkreis Eichstätt im Regierungsbezirk Oberbayern. Ein kleiner Teil gehört zum Regierungsbezirk Oberpfalz, die Mündung zu Niederbayern. Für manche Autoren gilt es als die Wiege des Geotourismus in Europa. Über besondere Bekanntheit verfügt das Altmühltal aufgrund der im Kalkgestein auffindbaren Fossilien (z. B. Archaeopteryx).

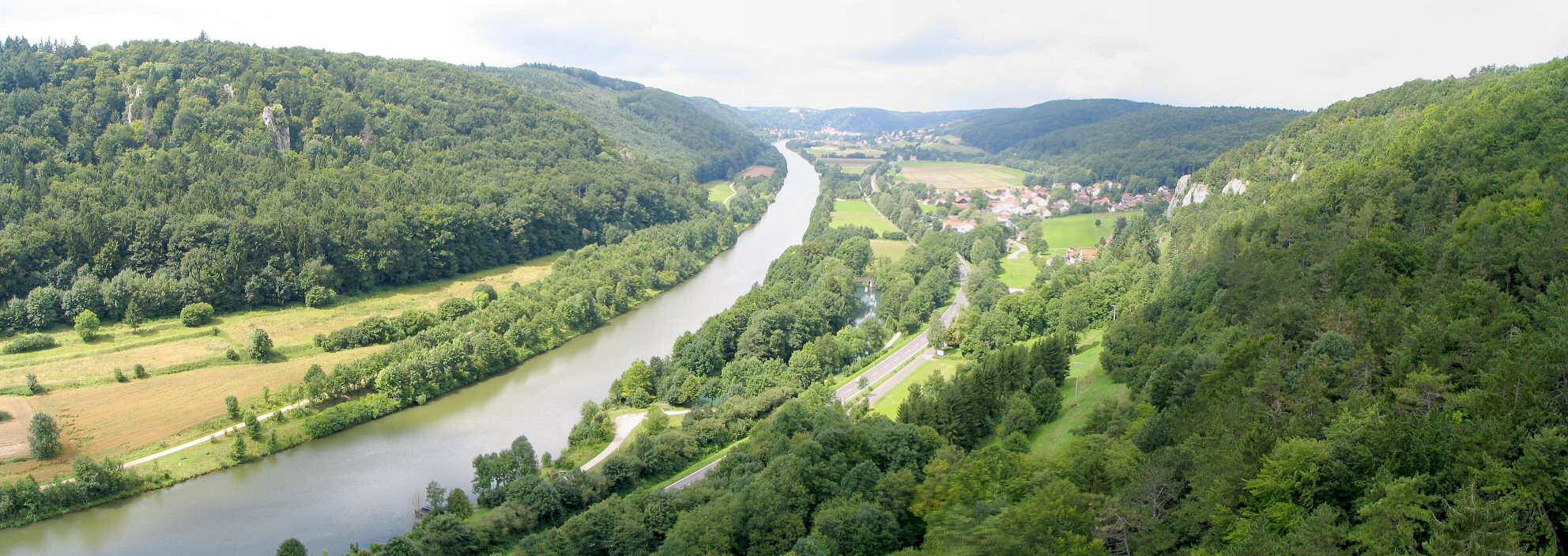
Altmühltal mit Main-Donau-Kanal von Burg Prunn

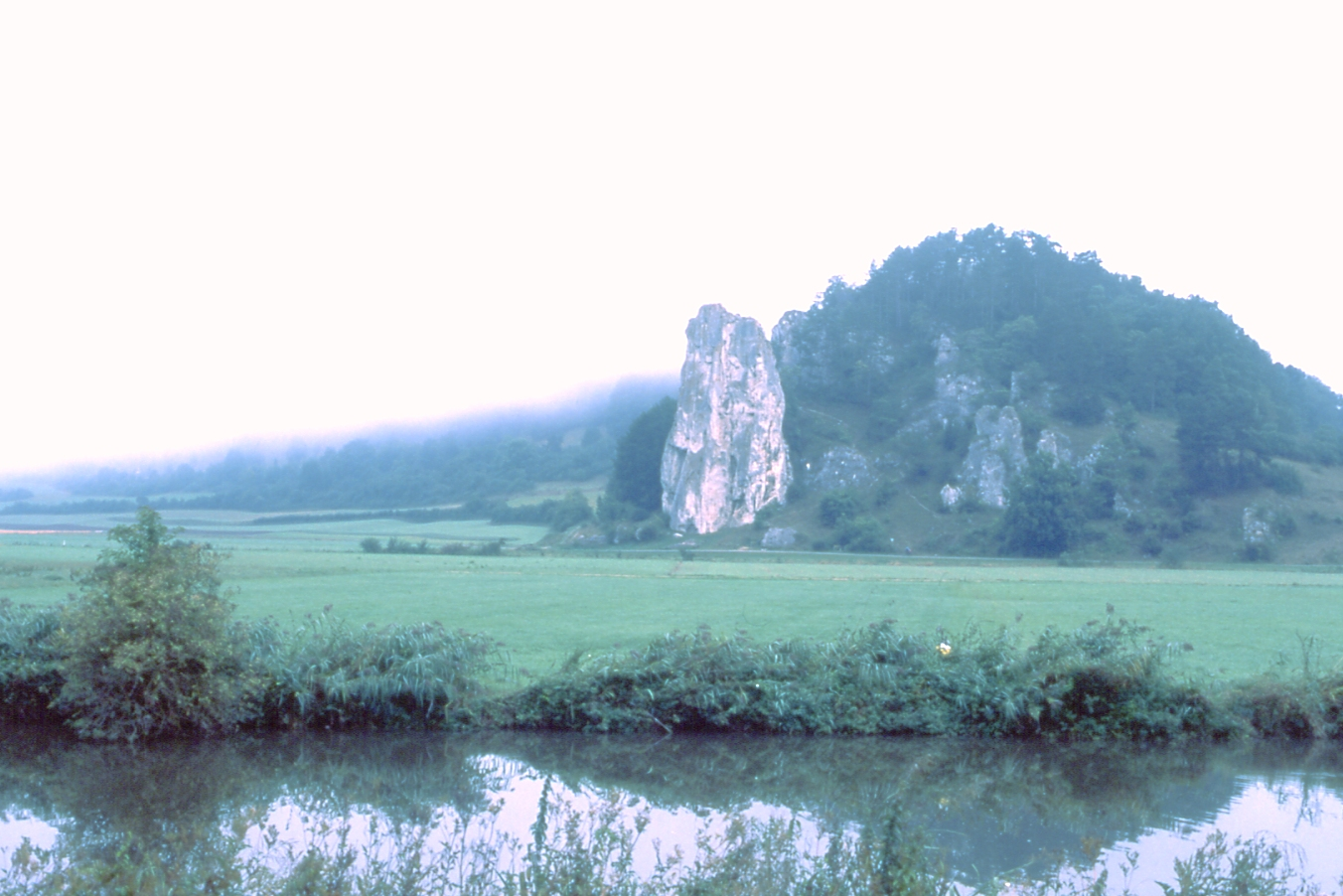
Der Burgstein bei Dollnstein im Morgendunst

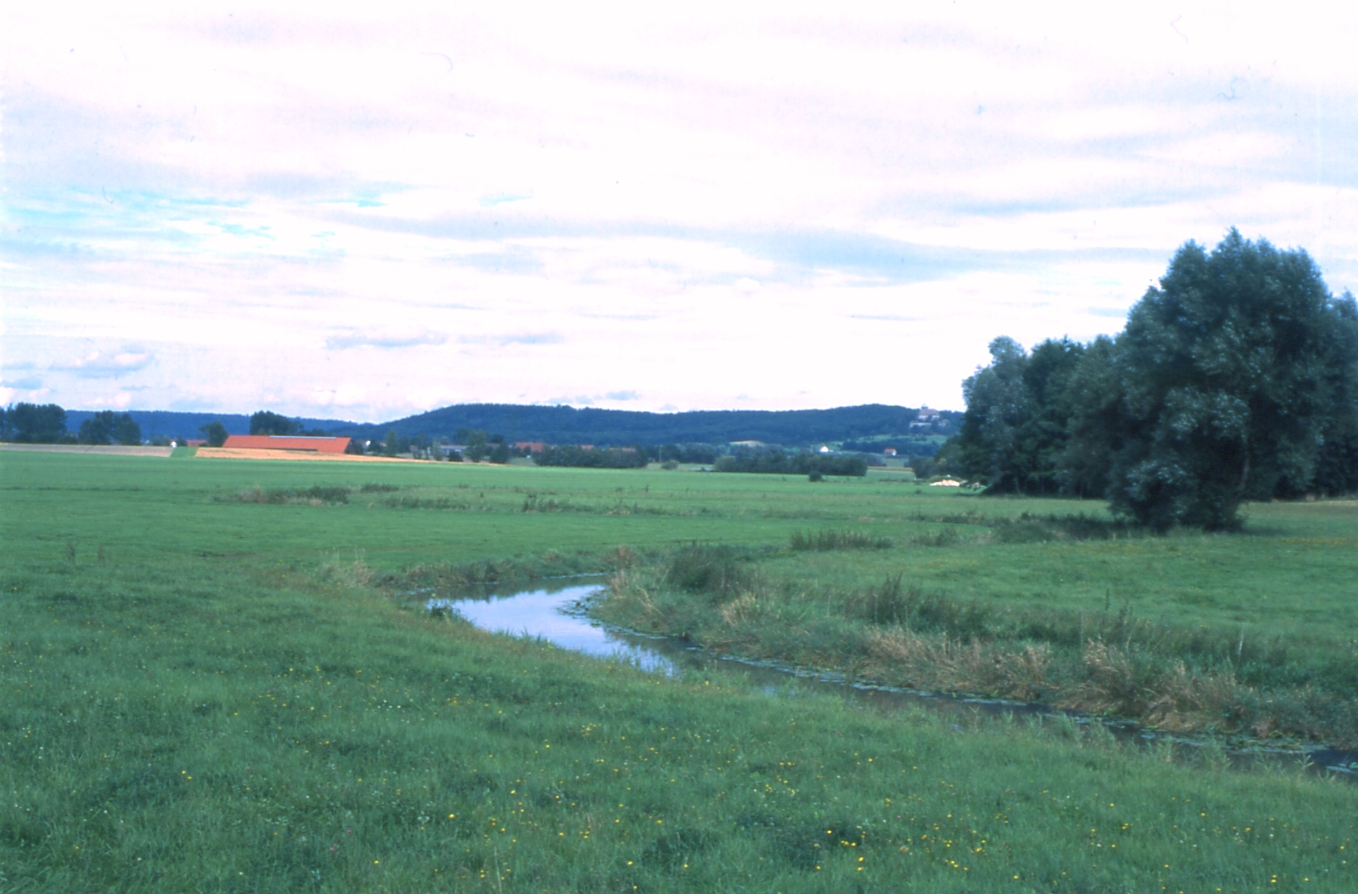
Obere Altmühl mit Frankenhöhe und Burg Colmberg

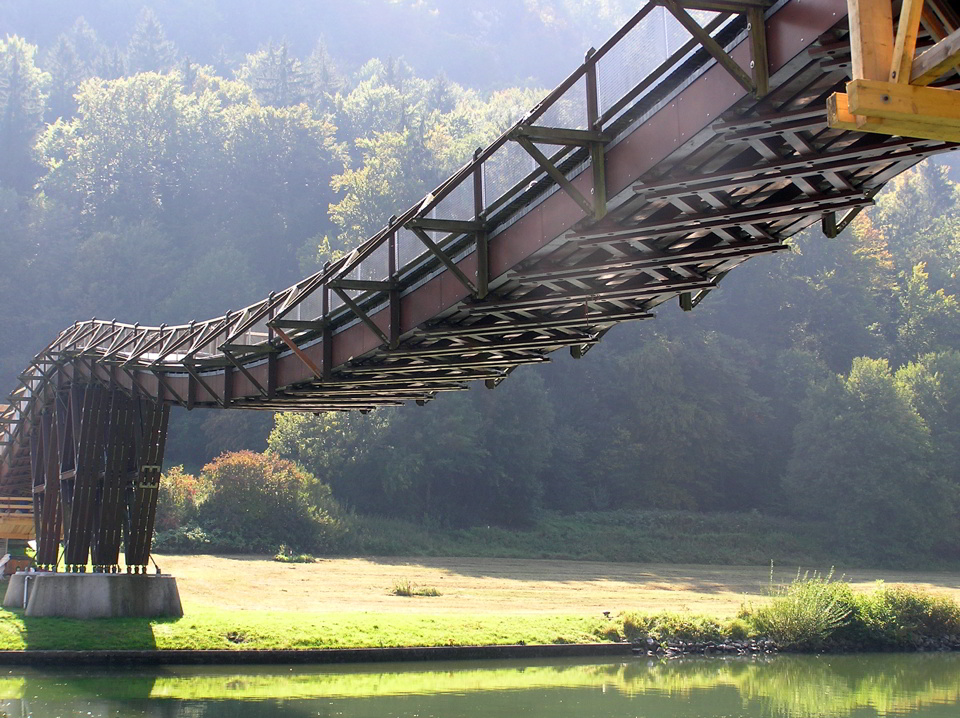
Holzbrücke bei Essing

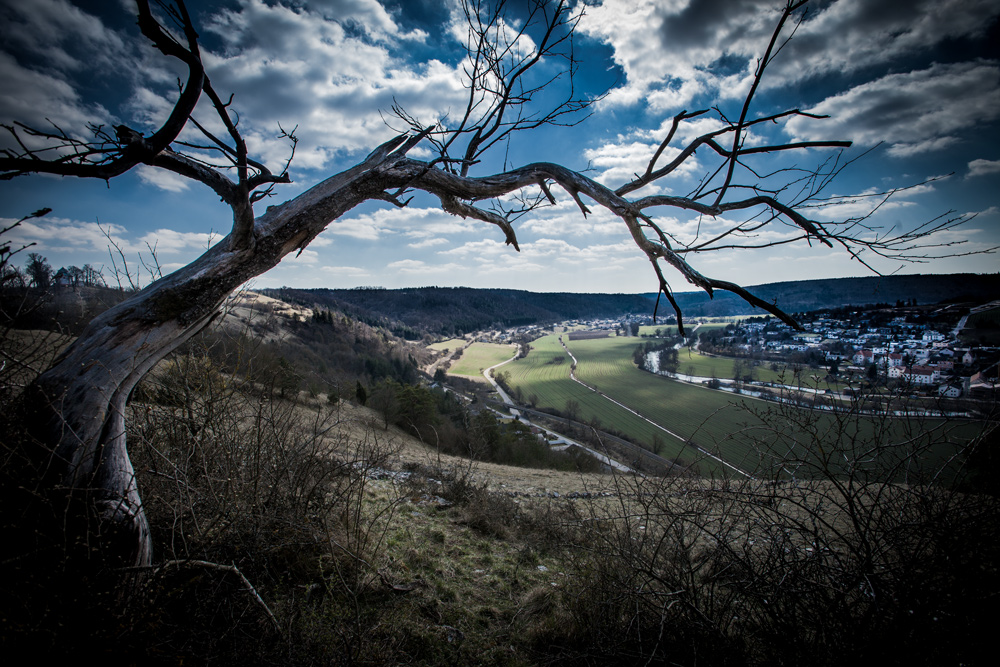
Blick nach Wasserzell an der Altmühl bei Eichstätt

## Landschaft
Oberhalb von Treuchtlingen ist das Tal eine breite Senke, die sich zwischen nicht sehr hohen bewaldeten Bergrücken von Nordwest nach Südost erstreckt. Ab und an sind bei Hochwasser der Altmühl größere Ackerflächen überflutet, manchmal auch Teilstücke des Altmühltalradwegs.  Ortsnamen wie Herrieden und Großenried weisen auf die Feuchtgebiete hin. Hier wurde zwischen Ornbau und Gunzenhausen als Wasserreservoir für den Main-Donau-Kanal der Altmühlsee angelegt, der auch als Freizeitgebiet genutzt wird und ein bedeutendes Vogelschutzgebiet ist. Das hier abgezweigte Wasser wird durch einen Tunnel in Richtung Schwäbische Rezat geleitet. Das natürliche Tal jenes Flusses zweigt bei Treuchtlingen vom Altmühltal ab. Dort gibt es also eine Talwasserscheide. An ihr hatte schon Karl der Große den Bau eines Schifffahrtskanals, der Fossa Carolina, versucht. Zwischen Ornbau (Landkreis Ansbach) und Treuchtlingen (Landkreis Weißenburg-Gunzenhausen) fällt der Fluss nur um wenige Höhenmeter; damit gehört er zu den trägsten Fließgewässern Europas.
Bei Kinding kreuzt die Bundesautobahn 9 das Tal. Die parallel dazu geführte Schnellfahrstrecke Nürnberg–Ingolstadt verläuft hier großenteils in Tunneln. Von Dietfurt an der Altmühl bis zur Mündung der Altmühl in die Donau wurde der Charakter des Tals durch den umstrittenen Bau des Main-Donau-Kanals stark verändert. Weite Teile des Altmühltals sind Naturschutzgebiete im Naturpark Altmühltal.

## Tourismus

### Fränkisches Seenland
Das Fränkische Seenland u. a. mit dem Altmühlsee, ist ein Gebiet mit künstlich angelegten Seen, das für den Tourismus der Region von großer Bedeutung ist.

### Wassersport
Wegen ihrer Sauberkeit und ihrer geringen Fließgeschwindigkeit gibt es an der Altmühl, wie beispielsweise bei Ornbau, Flussschwimmbäder. Die Nutzung der Altmühl als Kanurevier wird zeitweise durch Niedrigwasser beeinträchtigt, da die Wasserversorgung des Main-Donau-Kanals Vorrang hat.

### Klettersport
Im unteren Teil des Altmühltales, bei Dollnstein und bei Essing, befinden sich bekannte Sportkletterreviere. Hier wurde mit den Routen The Face und Kanal im Rücken Klettergeschichte geschrieben. Es waren die ersten Routen im Schwierigkeitsgrad X- bzw. X (UIAA).

### Altmühltal-Radweg
Der inzwischen 250 km lange Altmühlweg und der Altmühltalradweg durchziehen das ganze Tal. Die bereits 1984 eröffnete Route verbindet Rothenburg ob der Tauber mit Kelheim an der Donau. Der Radfernweg zählt zu den beliebtesten Radwanderstrecken in Deutschland.

### Limeswanderweg
Durch das Altmühltal verläuft der Limeswanderweg, ein Teilabschnitt des Deutschen Limes-Wanderwegs.

### Museen
Im Altmühltal gibt es rund 100 Museen zu besichtigen. Einige davon befassen sich mit der provinzialrömischen Geschichte der Region und dem Limes, beispielsweise das Römermuseum Weißenburg, das Archäologische Museum Kelheim und das Kelten Römer Museum Manching, andere nehmen die lokale Kultur und Geschichte in den Blick. Daneben gibt es mehrere Burgen und Schlösser im Altmühltal, etwa Burg Prunn und die Willibaldsburg über der Altmühl.

## Auszeichnungen
Im Jahr 2002 wurden mehrere Geotope im Altmühltal vom Bayerischen Umweltministerium mit dem offiziellen Gütesiegel „Bayerns schönste Geotope“ ausgezeichnet: das Jura-Profil am Arzberg, der Burgstein bei Dollnstein, der Zwölf-Apostel-Felsen und die Solnhofener Plattenkalke.
Im Jahr 2006 erfolgte die Aufnahme in die Liste der 77 ausgezeichneten Nationalen Geotope Deutschlands.